# Budapest Honvéd FC (női csapat)
A Budapest Honvéd FC női labdarúgócsapatát 2006-ban alapították. A klub a magyar élvonalban szerepel. Hazai mérkőzéseiknek a Honvéd MFA Utánpótlás Központ ad otthont.

## Története
A BHSE 2006-ban hozta létre női szakosztályát, amely a kezdetekben Hegyvidék SE néven két másodosztályú bajnoki címmel szerzett hírnevet, majd a 2013–14-es feljutást követően már Budapest Honvéd néven lépett pályára.
Az klub egészen a kupadöntőig menetelt és az élvonalban a második helyen végeztek, azonban 2016-ra szinte teljes mértékben megszűnt a szakág támogatottsága, így csak az utánpótlás bajnokságokban vettek részt.
2022-ben Nikandish Hossein és Lovász Gyöngyi közreműködésével élesztették fel újra a felnőtt részleget, amely a másodosztályban indulhatott a 2022–23-as idényben. Bár a fiatal, javarészt tapasztalatlan, toborzott játékosokból összeállított együttes nem tudott lépést tartani az NB II többi csapatával, a következő idényre az anyaegyesület pártfogásával egy feljutásra is esélyes csapatot sikerült felkészíteni.
Az együttes irányítását a Sparta Prahától érkező, nemzetközi tapasztalattal is rendelkező edzőjére, a szlovák Martin Masarykra bizták. A Honvéd egy óvás miatt elveszített mérkőzés miatt nem tudott veretlenül végezni a kiírásban és 22 meccsen 21 győzelmet felmutatva, 138–14-es gólaránnyal nyerte meg a bajnokságot és jutott az első osztályba a 2024–25-ös idényre.

## Sikerlista
- Másodosztályú bajnok (3): 2009–10,[6] 2011–12,[6] 2023–24

## Játékoskeret
2024–2025-ös keret
| #  |     | Poszt | Név                  |
| -- | --- | ----- | -------------------- |
| 1  | HUN | K     | Széchenyi Szonja     |
| 22 | SVN | K     | Melania Pasar        |
|    | HUN | K     | Schildkraut Fruzsina |
| 4  | HUN | V     | Pozsár Ramóna        |
| 5  | BRA | V     | Thalita              |
| 6  | USA | V     | Olivia Morris        |
| 12 | HUN | V     | Nagy Eliza           |
| 15 | BIH | V     | Maja Hrelja          |
| 19 | HUN | V     | Tóth Barbara         |
| 25 | HUN | V     | Patonay Katalin      |
| 27 | HUN | V     | Wittner Noémi        |
| 58 | HUN | V     | Váradi Ráhel         |
| 10 | HUN | KP    | Ambach Dézi Kata     |

| #  |     | Poszt | Név              |
| -- | --- | ----- | ---------------- |
| 13 | HUN | KP    | Békési Gabriella |
| 16 | HUN | KP    | Szabó Jázmin     |
| 18 | HUN | KP    | Hortobágyi Laura |
| 19 | HUN | KP    | Végh Adrienn     |
| 21 | HUN | KP    | Katona Katinka   |
| 26 | HUN | KP    | Nádudvari Anna   |
| 7  | HUN | CS    | Csuhai Vivien    |
| 8  | HUN | CS    | Kós Gabriella    |
| 9  | HUN | CS    | Sipőcz Virág     |
| 11 | BRA | CS    | Josilene Matos   |
| 23 | CRO | CS    | Karla Kurkutović |
| 77 | HUN | CS    | Hajpál Melissza  |
| 99 | HUN | CS    | Kovács Alexandra |

## Korábbi híres játékosok
| - Angyal Petra - Aschenbrenner Réka - Beke Adrienn - Dénes Dorottya - Farkas Katalin - Gál Henrietta - Gyöngyösi Réka - Halászi Kinga - Kajdy Janka - Krár Edina | - Külüs Zsuzsanna - Pára Hanna - Romanoczki Kármen - Rőhberg Zsanett - Tóth Alexandra - Vachter Zsófia - Krivanjeva Nakshije - Fitore Govori - Viktoria Dénesova |